# 455 (numero)
Quattrocentocinquantacinque (455) è il numero naturale dopo il 454 e prima del 456.

## Proprietà matematiche
- È un numero dispari.
- È un numero composto dai seguenti 8 divisori: 1, 5, 7, 13, 35, 65, 91 e 455. Poiché la somma dei suoi divisori (escluso il numero stesso) è 217 < 455, è un numero difettivo.
- È il 13° numero tetraedrico.
- È un numero sfenico.
- È un numero palindromo nel sistema numerico binario, nel sistema di numerazione posizionale a base 8 (707), in quello a base 9 (555) e in quello a base 34 (DD). Nel sistema posizionale a base 9 e in quello a base 34 è altresì un numero a cifra ripetuta.
- È un numero ondulante nel sistema posizionale a base 3 (121212) e in quello a base 8.
- È un numero congruente.
- È un numero intero privo di quadrati.
- È un numero malvagio.
- È somma dei primi 7 quadrati dispari: {\displaystyle 455=1^{2}+3^{2}+5^{2}+7^{2}+9^{2}+11^{2}+13^{2}}
- È parte delle terne pitagoriche (112, 441, 455), (156, 455, 481), (175, 420, 455), (231, 392, 455), (273, 364, 455), (300, 455, 545), (455, 504, 579), (455, 528, 697), (455, 1092, 1183), (455, 1560, 1625), (455, 2088, 2137), (455, 2940, 2975), (455, 4128, 4153), (455, 7956, 7969), (455, 14784, 14791), (455, 20700, 20705), (455, 103512, 103513).

## Astronomia
- 455P/PANSTARRS è una cometa periodica del sistema solare.
- 455 Bruchsalia è un asteroide della fascia principale del sistema solare.
- NGC 455 è una galassia spirale della costellazione dei Pesci.

## Astronautica
- Cosmos 455 è un satellite artificiale russo.